# Fadrique de Castilla (1360-1414)
Fadrique de Castilla (1360 - Castillo de Almodóvar del Río, 1414) fue un hijo natural del rey Enrique II de Castilla y de su amante Beatriz Ponce de León. Fue I duque de Benavente, título otorgado por su padre en 1378. 

## Orígenes familiares
Hijo ilegítimo de Enrique II de Castilla y de su pariente Beatriz Ponce de León, sus abuelos paternos fueron el rey Alfonso XI de Castilla y Leonor de Guzmán y los maternos Pedro Ponce de León el Viejo, V señor de Marchena, y Beatriz de Jérica. Fue hermano de Beatriz de Castilla.

## Biografía

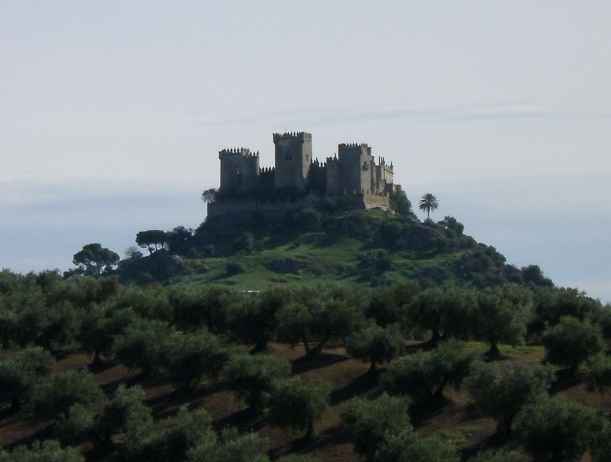
Castillo de Almodóvar del Río, donde falleció Fadrique de Castilla en 1414.

Fadrique de Castilla fue nombrado I duque de Benavente por su padre en 1378, título que revirtió a la corona a su muerte en 1394, volviendo a ser concedido por el rey Enrique IV de Castilla en enero de 1473 a Rodrigo Alonso Pimentel, IV conde de Benavente y de Mayorga.
En 1380 Fadrique fue amonestado por su medio hermano, el rey Juan I de Castilla, por haberse adueñado de unas rentas, que habían sido recaudadas indebidamente al hospital de San Marcos de León. 
Al morir la primera esposa de Juan I de Castilla, Leonor de Aragón, el propósito de Fadrique de Castilla de contraer matrimonio con Beatriz de Portugal, hija de Fernando I de Portugal y de Leonor Téllez de Meneses y heredera al trono portugués, se vio truncado, ya que la infanta portuguesa pasó a ser la nueva esposa de su propio medio hermano paterno, Juan I de Castilla, con el que se casó en mayo de 1383.
Cuando Juan I de Castilla falleció en 1390 en Alcalá de Henares, a consecuencia de una caída de caballo, los dos hijos de su primer matrimonio, Enrique y Fernando, eran menores de edad.
Como medio hermano de Juan I de Castilla, Fadrique de Castilla formó parte a partir de 1390 del Consejo de Regencia y fue uno de los tutores del niño rey Enrique III. Por ello se vio enfrentado con el arzobispo de Santiago de Compostela, Juan García Manrique, y abandonó el Consejo de Regencia junto con el arzobispo de Toledo, Pedro Tenorio, y Gonzalo Núñez de Guzmán, maestre de la Orden de Calatrava.
En 1392 fue readmitido en el Consejo de Regencia, pero la muerte de un caballero castellano por orden suya le costó una vez más la expulsión del Consejo. En 1394 fue readmitido nuevamente, aunque al cabo de poco tiempo fue acusado de cometer varias irregularidades financieras, en connivencia con sus medio hermanos Leonor de Navarra y Alfonso Enríquez, conde de Noreña y de Gijón, y de su primo Pedro Enríquez de Castilla, conde de Trastámara y pertiguero mayor de Santiago.
En julio de 1394 fue detenido por orden del rey Enrique III de Castilla y encerrado en el castillo de Burgos, siendo enviado al poco tiempo al castillo de Monreal del Campo y posteriormente al castillo de Almodovar del Río, donde moriría en 1414. Se desconoce el paradero de sus restos mortales.

## Descendencia
Fadrique de Castilla mantuvo una relación amorosa con su prima hermana Leonor Sánchez de Castilla, hija ilegítima de Sancho de Castilla, I conde de Alburquerque, y de una dama de nombre desconocido. Fruto de dicha relación nació una hija: 
- Leonor (1393-1470). Contrajo matrimonio con Pedro Manrique de Lara y Mendoza, VIII señor de Amusco, III señor de Treviño, Navarrete, Ocón, Redecilla y Paredes de Nava y adelantado mayor de Castilla. Después de enviudar profesó como religiosa en el monasterio de la Consolación de Calabazanos, fundado por ella y en el que fue sepultada.